# Kuelporr
Koordinaten: 67° 48′ 6,6″ N, 33° 36′ 8,9″ O
Kuelporr (russisch Куэльпорр) ist ein Berg und Stützpunkt der russischen Bergwacht (Kontrolno-spassatelnaja sluschba, KSS), bei dem sich ein kleines Hotel sowie eine Banja befinden. Er liegt auf der Halbinsel Kola im Kunijok-Tal, im Zentrum der Chibinen, in der russischen Oblast Murmansk. Kuelporr liegt auf dem Territorium des Stadtkreises Kirowsk.
Kuelporr ist einer der wenigen dauerhaft besiedelten Plätze im Gebirge. Von Kirowsk aus ist es über eine etwa 25 Kilometer lange Straße erreichbar, die jedoch im Sommer nur mit Geländewagen befahrbar ist. Die Station ist nach einem etwa drei Kilometer südsüdöstlich gelegenen, 901,8 m hohen Berg benannt.
Kuelporr ist ein beliebter Ausflugsort für Camper und dient Wanderern und Bergsteigern auch als Basis für Tagestouren. In ungefähr einem Kilometer Entfernung befindet sich ein (unspektakulärer) Wasserfall, der unter Touristen ebenfalls recht beliebt ist; in unmittelbarer Nähe des Wasserfalls liegt ein Bergrücken, in welchem in den Jahren 1972 und 1984 Versuche mit den Codenamen Dnepr-1 und Dnepr-2 zur Verwendung von Kernsprengungen im Bergbau durchgeführt wurden. Die in Stollen gezündeten, relativ kleinen „Atombomben“ hatten eine Sprengkraft von 2,1 bzw. 1,7 Kilotonnen. Laut Mitarbeitern der Bergwacht lässt sich dort heute keine für den Menschen als gefährlich eingestufte Strahlung mehr messen.

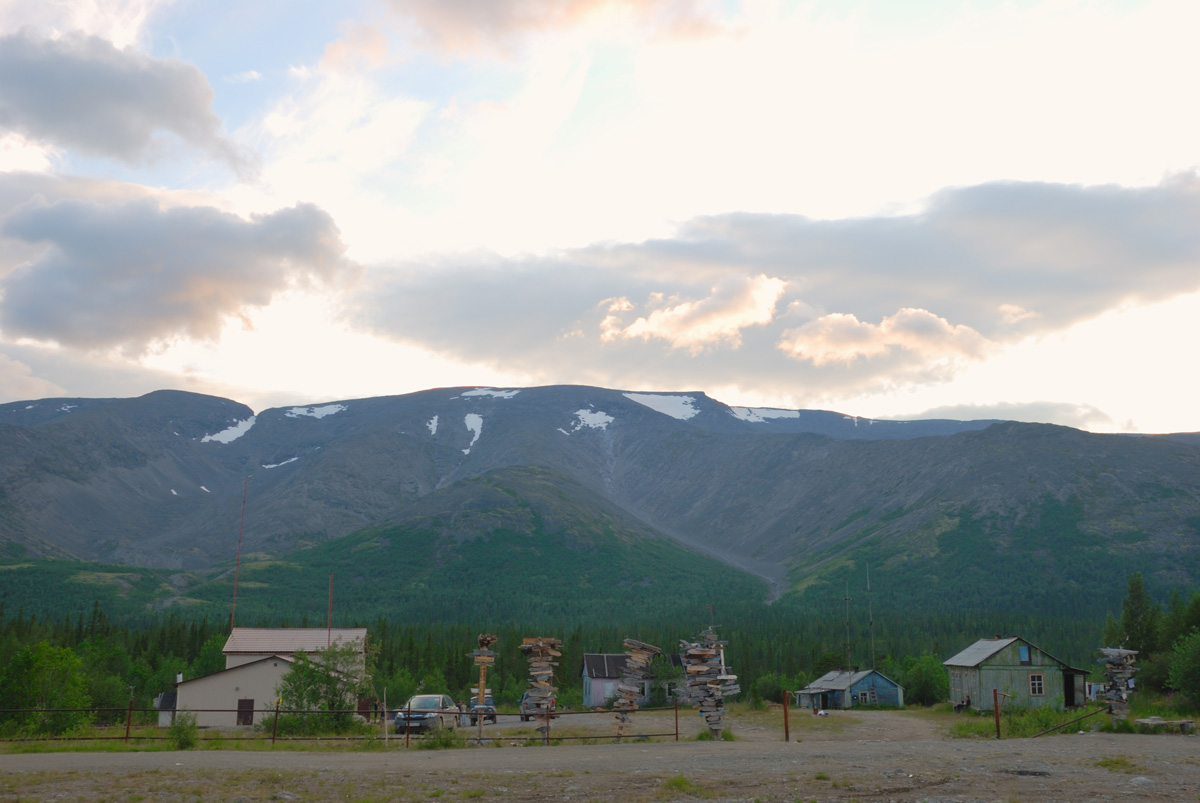
Kuelporr mit einem kleinen Hotel und einer Station der Bergwacht
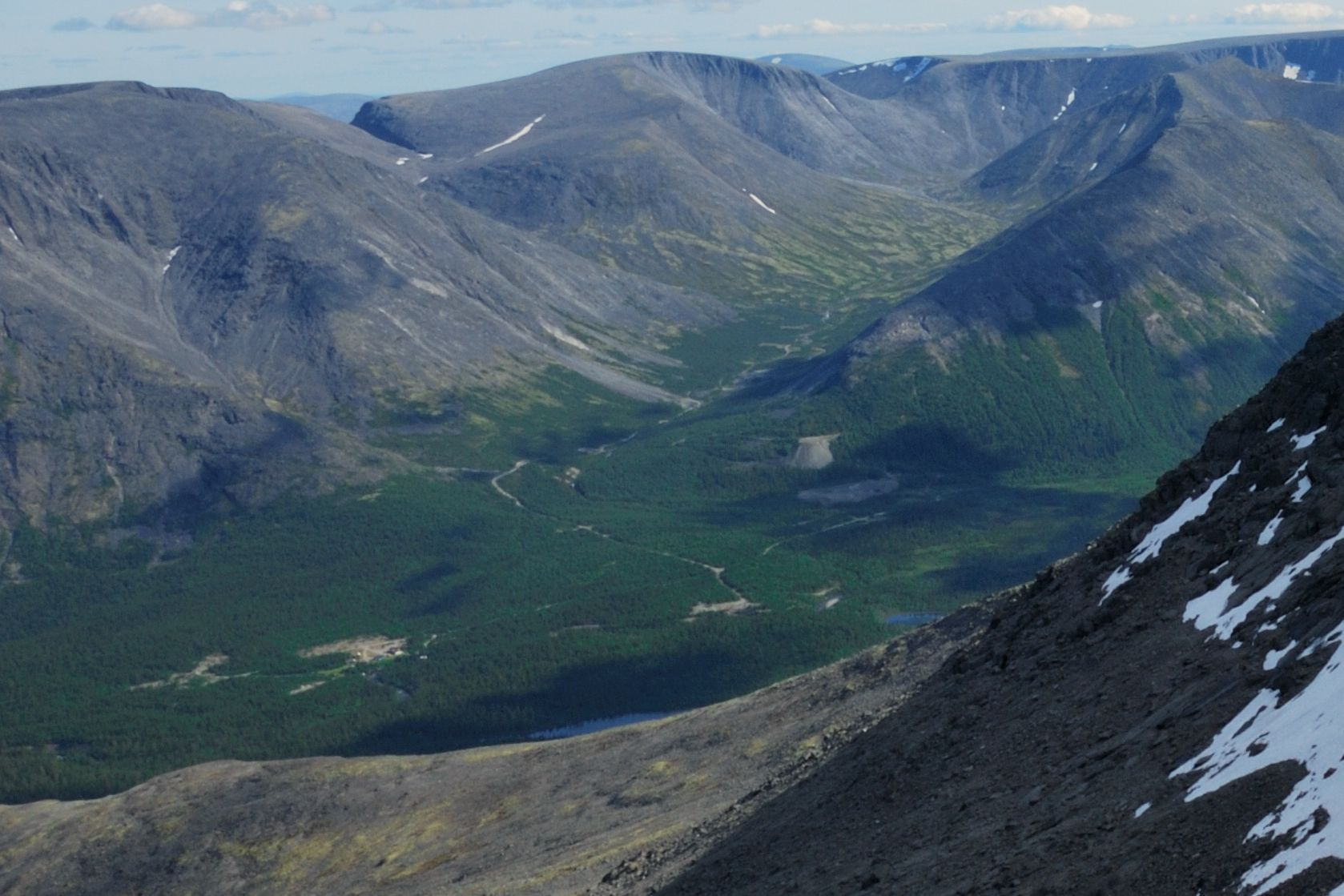
Links im Tal befindet sich Kuelporr, rechts davon der Bergrücken, in dem die Kernsprengungen durchgeführt wurden, erkennbar am Abraum aus dem Stollen
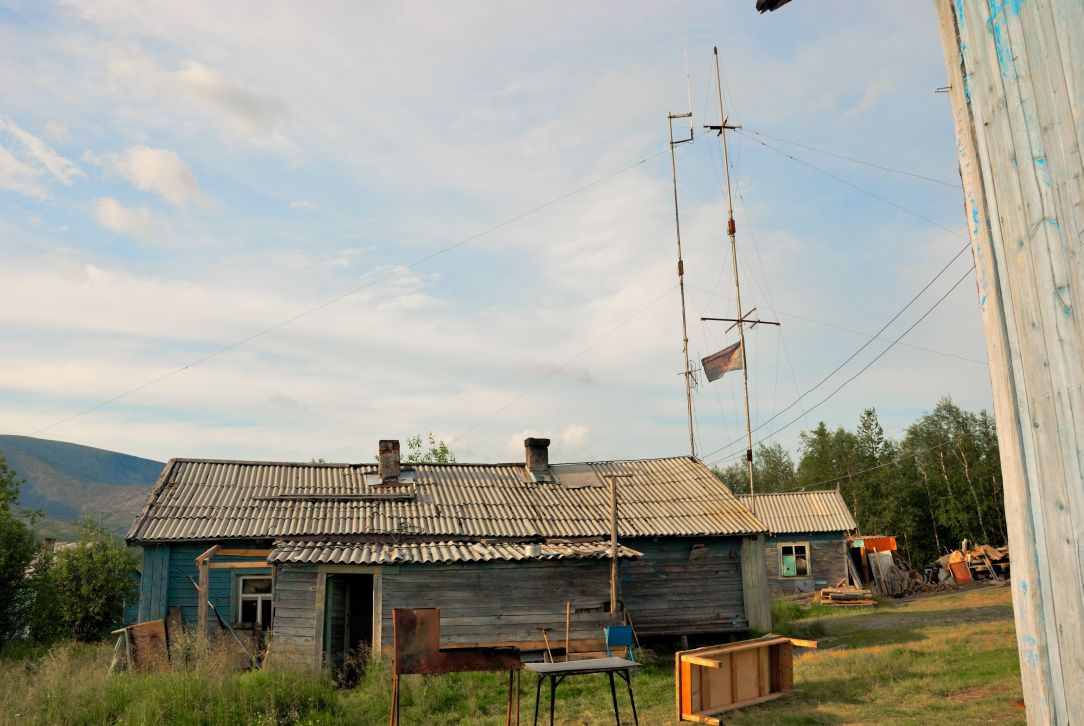
Station der Bergwacht